# Dolichos peglerae
Dolichos peglerae är en ärtväxtart som beskrevs av Harriet Margaret Louisa Bolus. Dolichos peglerae ingår i släktet Dolichos och familjen ärtväxter. Inga underarter finns listade i Catalogue of Life.